# Out of the Wreck
Out of the Wreck er en amerikansk stumfilm fra 1917 af William Desmond Taylor.

## Medvirkende
- Kathlyn Williams som Agnes Aldrich
- William Clifford som Steve O'Brien
- William Conklin som James Aldrich
- Stella Razeto som Ruby Sheldon
- William Jefferson som Howard Duncan